# Celanova

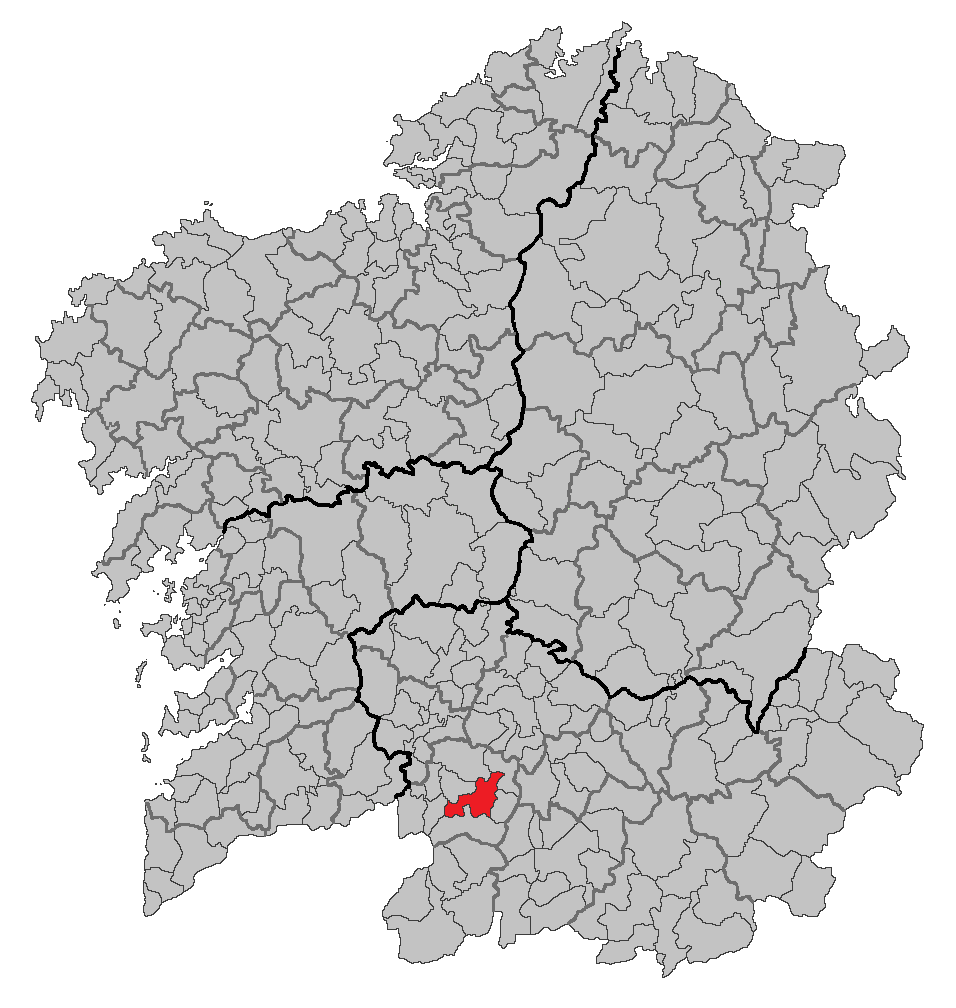
Situation de Celanova en Galice

Celanova est une commune de Galice de la province d'Ourense (Espagne), chef-lieu de la comarque Terra de Celanova. Elle dénombre 6 079 habitants d'après le recensement de 2004.

## Présentation
Castromao à la limite de la ville est un castro, vestige pré-romain. La plupart des trouvailles sont déposées au musée archéologique provincial à Ourense. Le site est traversé par la voie romaine numéro 18 Via Nova, voie qui reliait deux des capitales de la Gallaecia, Bracara Augusta aujourd'hui Braga (Portugal) à Asturica Augusta aujourd'hui Astorga (Espagne). Cela explique que beaucoup d'objets (monnaies, etc.) soient romains.
En 936, saint Rudesinde (Rosendo) a fondé le monastère du Saint-Sauveur (es) (San Salvador ou O Mosteiro). L'activité économique des moines est à l'origine du développement de cette petite ville. L'ensemble architectural réalisé au cours des siècles suivants est devenu un des plus beaux monastères de Galice et a été déclaré monument national (espagnol). L'église abbatiale date du XVIIIe siècle , et la nef est considérée comme l'une des plus parfaites de l'architecture baroque. Les différents bâtiments de cet ensemble monumental présentent différents styles du pré-roman au baroque galicien du XVIIIe siècle. La façade est du monastère est typique du style imitant l'Escurial en Galice. La vie de la petite ville irradie autour du mosteiro et sert de fond de décor aux deux places les plus importantes de la ville. À l'ouest A praza Maior, la place principale traditionnellement place du marché, et au sud la alameda, la promenade et le champ de foire.
Dans les jardins du monastère, une minuscule chapelle, a capela San Miguel, est l'une des plus anciennes de l'art préroman mozarabe de toute l'Espagne.
La vieille ville (o casco vello) est typique, pour l'essentiel, de l'architecture régionale du XIXe siècle.
Celanova est la ville de naissance de deux poètes de langue galicienne très populaires en Galice : Manuel Curros Enríquez et Celso Emilio Ferreiro.

## Personnalités liées à la commune
- Manuel Curros Enríquez (1851-1908), poète, écrivain et journaliste galicien;
- Celso Emilio Ferreiro (1912-1979), poète et écrivain galicien;
- Faustino Míguez González (1831-1925), religieux espagnol;

- Tito Vázquez (1949-), joueur de tennis;

- Carlos Montero Castiñeira (1972-), cinéaste.

## Galerie

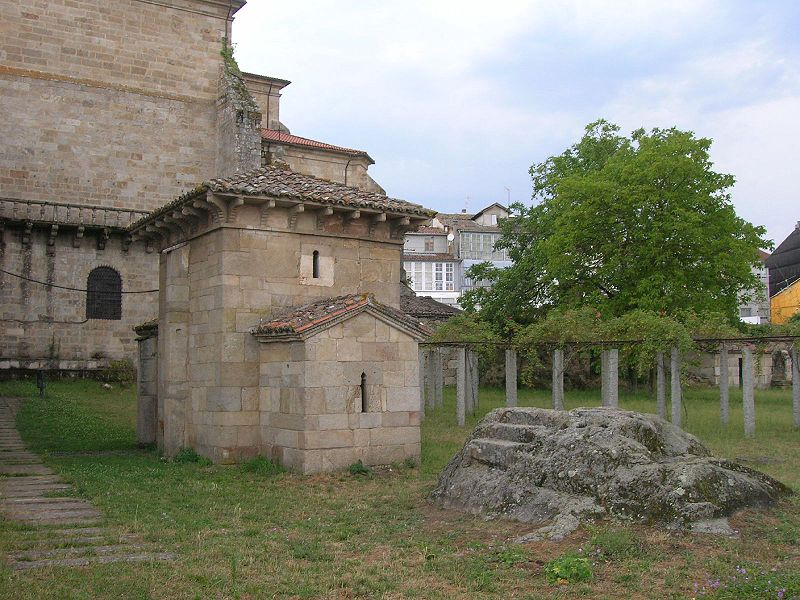
Capilla San Miguel de Celanova.
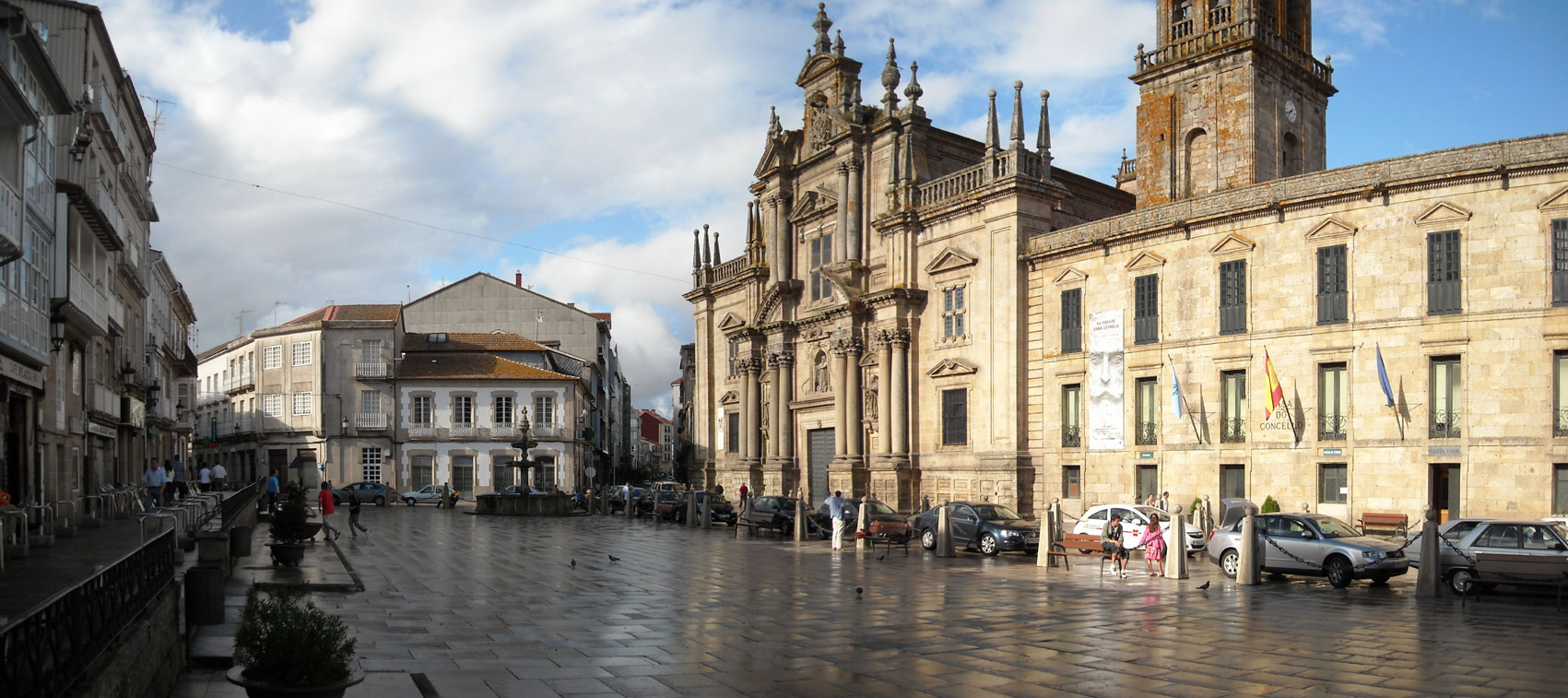
Panorama de la place principale (praza maior) avec les façades de l'église et du monastère San Rosendo.
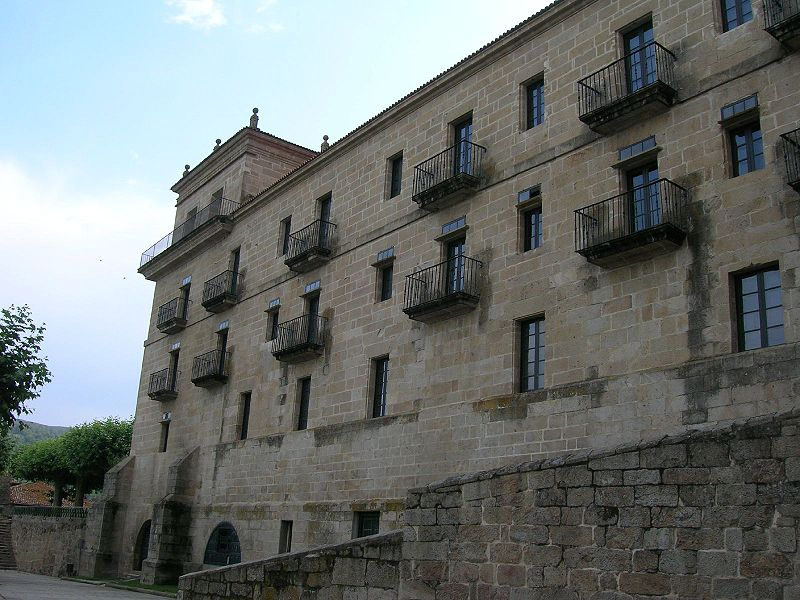
Façade est du monastère San Rosendo.
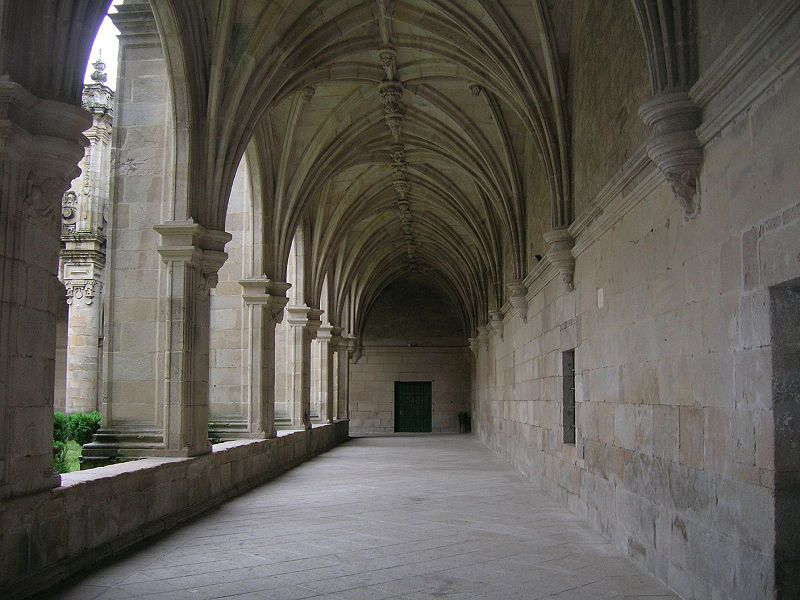
Galerie du vieux cloître du monastère San Rosendo.